# Debbie Reynolds

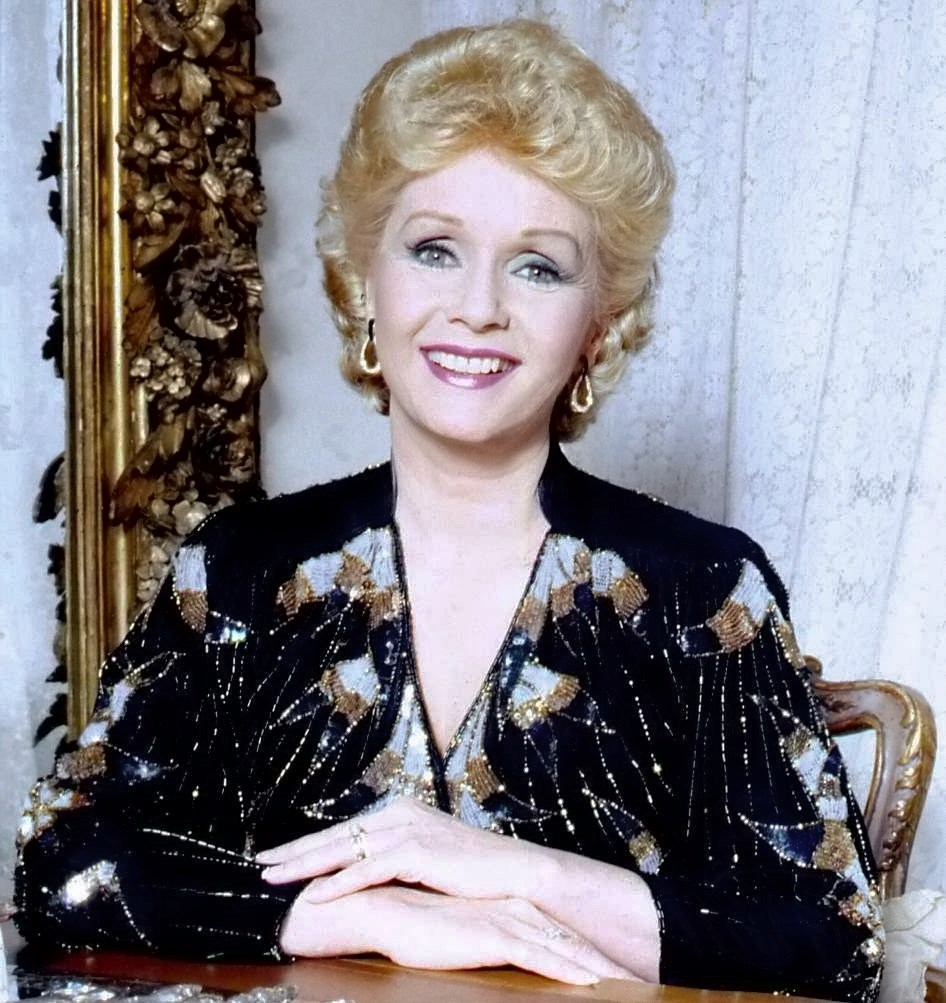
Debbie Reynolds circa 1987

Mary Frances „Debbie” Reynolds (n. 1 aprilie 1932, El Paso, Texas, SUA – d. 28 decembrie 2016, Beverly Grove⁠(d), California, SUA) a fost o actriță americană, cântăreață, femeie de afaceri și istoric de film. Este cel mai cunoscută pentru rolul din comedia muzicală Cântând în ploaie din 1952.

## Biografie
S-a născut la 1 aprilie 1932, la El Paso, Texas.
Între 1955 - 1959 a fost căsătorită cu cântărețul  Eddie Fisher care a părăsit-o pentru Elizabeth Taylor (al cărui soț, Mike Todd, decedase cu un an în urmă). Carrie Fisher și Todd Fisher s-au născut din căsătoria lui Eddie Fisher cu Debbie.  
Din 1960 până în 1973, Reynolds a fost căsătorită cu milionarul Harry Karl. Ea a ajuns într-o situație financiară precară din cauza pasiunii soțului său pentru jocurile de noroc și a unor investiții nerentabile. A divorțat și s-a căsătorit a treia oară în 1984 cu  agentul imobiliar Richard Hamlett. Împreună au cumpărat un mic hotel și cazinou din Las Vegas. A divorțat de  Hamlett în 1996.
Reynolds a trăit în Los Angeles, în apropiere de fiica sa  Carrie și de nepoata sa Billie Lourd (fiica lui Carrie cu Bryan Lourd).
A decedat  la Los Angeles la 84 de ani la o zi după moartea fiicei sale Carrie Fisher.

## Carieră
A jucat în peste 80 de filme artistice și de televiziune. În 1964, a fost nominalizată la Premiul Oscar pentru cea mai bună actriță pentru rolul său din musicalul Indestructibila Molly Brown (regia Charles Walters).
În 2015, a primit din partea Sindicatului Actorilor din SUA premiul pentru întreaga carieră, acesta i-a fost înmânat de fiica sa.
Debbie Reynolds a fost recompensată cu Premiul Umanitar Jean Hersholt pentru activitățile sale umanitare.

## Filmografie
| An   | Titlu                                                     | Rol                                                                   | Note                                       | Ref.   |
| ---- | --------------------------------------------------------- | --------------------------------------------------------------------- | ------------------------------------------ | ------ |
| 1948 | June Bride                                                | Boo's Girlfriend at Wedding                                           | Nemenționată                               | [ 20 ] |
| 1950 | The Daughter of Rosie O'Grady                             | Maureen O'Grady                                                       |                                            | [ 20 ] |
| 1950 | Three Little Words                                        | Helen Kane                                                            |                                            | [ 20 ] |
| 1950 | Two Weeks with Love                                       | Melba Robinson                                                        |                                            | [ 20 ] |
| 1951 | Mr. Imperium                                              | Gwen                                                                  |                                            | [ 20 ] |
| 1952 | Singin' in the Rain                                       | Kathy Selden                                                          |                                            | [ 20 ] |
| 1952 | Skirts Ahoy!                                              | Debbie Reynolds                                                       | Nemenționată                               | [ 20 ] |
| 1953 | I Love Melvin                                             | Judy Schneider / Judy LeRoy                                           |                                            | [ 20 ] |
| 1953 | The Affairs of Dobie Gillis                               | Pansy Hammer                                                          |                                            | [ 20 ] |
| 1953 | Give a Girl a Break                                       | Suzy Doolittle                                                        |                                            | [ 20 ] |
| 1954 | Susan Slept Here                                          | Susan Beauregard Landis                                               |                                            | [ 20 ] |
| 1954 | Athena                                                    | Minerva Mulvain                                                       |                                            | [ 20 ] |
| 1955 | Hit the Deck                                              | Carol Pace                                                            |                                            | [ 20 ] |
| 1955 | The Tender Trap                                           | Julie Gillis                                                          |                                            | [ 20 ] |
| 1956 | Meet Me in Las Vegas                                      | Debbie Reynolds                                                       | Nemenționată                               | [ 20 ] |
| 1956 | The Catered Affair                                        | Jane Hurley                                                           |                                            | [ 20 ] |
| 1956 | Bundle of Joy                                             | Polly Parish                                                          |                                            | [ 20 ] |
| 1957 | Tammy and the Bachelor                                    | Tammy                                                                 |                                            | [ 20 ] |
| 1958 | This Happy Feeling                                        | Janet Blake                                                           |                                            | [ 20 ] |
| 1959 | The Mating Game                                           | Mariette Larkin                                                       |                                            | [ 20 ] |
| 1959 | Say One for Me                                            | Holly LeMaise aka Conroy                                              |                                            | [ 20 ] |
| 1959 | It Started with a Kiss                                    | Maggie Putnam                                                         |                                            | [ 20 ] |
| 1959 | The Gazebo                                                | Nell Nash                                                             |                                            | [ 20 ] |
| 1960 | The Rat Race                                              | Peggy Brown                                                           |                                            | [ 20 ] |
| 1960 | Pepe                                                      | Cameo                                                                 |                                            | [ 20 ] |
| 1961 | The Pleasure of His Company                               | Jessica Anne Poole                                                    |                                            | [ 20 ] |
| 1961 | The Second Time Around                                    | Lucretia 'Lu' Rogers                                                  |                                            | [ 20 ] |
| 1962 | How the West Was Won                                      | Lilith Prescott                                                       |                                            | [ 20 ] |
| 1963 | My Six Loves                                              | Janice Courtney                                                       |                                            | [ 20 ] |
| 1963 | Mary, Mary                                                | Mary McKellaway                                                       |                                            | [ 20 ] |
| 1964 | The Unsinkable Molly Brown                                | Molly Brown                                                           |                                            | [ 20 ] |
| 1964 | Goodbye Charlie                                           | Charlie Sorel/Virginia Mason                                          |                                            | [ 20 ] |
| 1966 | The Singing Nun                                           | Sister Ann                                                            |                                            | [ 20 ] |
| 1967 | Divorce American Style                                    | Barbara Harmon                                                        |                                            | [ 20 ] |
| 1968 | How Sweet It Is!                                          | Jenny Henderson                                                       |                                            | [ 20 ] |
| 1971 | What's the Matter with Helen?                             | Adelle                                                                |                                            | [ 20 ] |
| 1973 | Charlotte's Web                                           | Charlotte A. Cavatica                                                 | Voce                                       | [ 20 ] |
| 1974 | Busby Berkeley                                            |                                                                       | Documentar                                 |        |
| 1974 | That's Entertainment!                                     |                                                                       | Compilation film                           | [ 20 ] |
| 1987 | Sadie and Son                                             | Sadie                                                                 | Film TV                                    | [ 20 ] |
| 1989 | Perry Mason: The Case of the Musical Murder               | Amanda Cody                                                           |                                            | [ 20 ] |
| 1991 | The Golden Girls                                          | Truby                                                                 | 1 episode                                  |        |
| 1992 | Battling for Baby                                         | Helen                                                                 | Film TV                                    | [ 20 ] |
| 1992 | The Bodyguard                                             | Debbie Reynolds                                                       | Cameo as Rolul ei                          | [ 20 ] |
| 1993 | Jack L. Warner: The Last Mogul                            |                                                                       | Documentar                                 |        |
| 1993 | Heaven & Earth                                            | Eugenia                                                               |                                            | [ 20 ] |
| 1994 | Wings                                                     | Dee Dee Chapel                                                        | TV                                         |        |
| 1994 | That's Entertainment! III                                 |                                                                       | Compilation film                           | [ 20 ] |
| 1996 | Mother                                                    | Beatrice Henderson                                                    |                                            | [ 20 ] |
| 1996 | Wedding Bell Blues                                        | Rolul ei                                                              |                                            | [ 20 ] |
| 1997 | In & Out                                                  | Berniece Brackett                                                     |                                            | [ 20 ] |
| 1997 | Roseanne                                                  | Audrey Conner                                                         |                                            | [ 21 ] |
| 1998 | Kiki's Delivery Service                                   | Madame                                                                | Voce (Disney English dub)                  | [ 20 ] |
| 1998 | Zack and Reba                                             | Beulah Blanton                                                        |                                            | [ 20 ] |
| 1998 | Rudolph the Red-Nosed Reindeer: The Movie                 | Mrs. Claus / Mitzi – Rudolph's Mother / Mrs. Prancer – School Teacher | Voce                                       | [ 20 ] |
| 1998 | Halloweentown                                             | Splendora Agatha "Aggie" Cromwell                                     |                                            | [ 20 ] |
| 1998 | The Christmas Wish                                        | Ruth                                                                  | Film TV                                    | [ 20 ] |
| 1998 | Fear and Loathing in Las Vegas                            | Rolul ei                                                              | Voce only                                  | [ 20 ] |
| 1999 | A Gift of Love: The Daniel Huffman Story                  | Shirlee Allison                                                       | Film TV                                    | [ 20 ] |
| 1999 | Will & Grace                                              | Bobbi Adler                                                           | Several appearances (until the end (2006)) | [ 21 ] |
| 1999 | Keepers of the Frame                                      |                                                                       | Documentar                                 | [ 20 ] |
| 2000 | Rugrats in Paris: The Movie                               | Lulu Pickles                                                          | Voce                                       | [ 20 ] |
| 2000 | Virtual Mom                                               | Gwen                                                                  | Film TV                                    |        |
| 2000 | Rugrats: Acorn Nuts & Diapey Butts                        | Lulu Johnson                                                          | Voce                                       |        |
| 2001 | These Old Broads                                          | Piper Grayson                                                         | Film TV                                    | [ 20 ] |
| 2001 | Halloweentown II: Kalabar's Revenge                       | Splendora Agatha "Aggie" Cromwell                                     | Film TV                                    | [ 20 ] |
| 2002 | Cinerama Adventure                                        | Rolul ei (interviewee)                                                | Documentar                                 |        |
| 2002 | Generation Gap                                            |                                                                       | Film TV                                    |        |
| 2003 | Tracey Ullman in the Trailer Tales                        | Rolul ei                                                              | TV                                         |        |
| 2004 | Connie and Carla                                          | Rolul ei                                                              |                                            | [ 20 ] |
| 2004 | Halloweentown High                                        | Splendora Agatha "Aggie" Cromwell                                     | Film TV                                    | [ 20 ] |
| 2006 | Return to Halloweentown                                   | Splendora Agatha "Aggie" Cromwell                                     | Film TV Cameo appearance                   | [ 20 ] |
| 2006 | Lolo's Cafe                                               | Mrs. Atkins                                                           | Voce                                       |        |
| 2007 | Mr. Warmth: The Don Rickles Project                       | Rolul ei (Interviewee)                                                | Documentar                                 | [ 20 ] |
| 2008 | Light of Olympia                                          | Queen                                                                 | Voce                                       |        |
| 2008 | The Jill & Tony Curtis Story                              | Rolul ei                                                              | Documentar                                 |        |
| 2008 | Blaze of Glory                                            |                                                                       | Voce                                       |        |
| 2008 | The Brothers Warner                                       |                                                                       | Documentar                                 |        |
| 2008 | Fay Wray: A Life                                          |                                                                       | Documentar                                 |        |
| 2010 | The Penguins of Madagascar                                | Granny Squirrel                                                       | Voce                                       |        |
| 2010 | RuPaul's Drag Race                                        | Self                                                                  | Guest judge                                |        |
| 2012 | One for the Money                                         | Grandma Mazur                                                         |                                            | [ 20 ] |
| 2012 | In the Picture                                            | Aunt Lilith                                                           | Short                                      |        |
| 2013 | Behind the Candelabra                                     | Frances Liberace                                                      |                                            | [ 20 ] |
| 2016 | Bright Lights: Starring Carrie Fisher and Debbie Reynolds | Rolul ei                                                              | Documentar                                 | [ 22 ] |

Scurtmetraje
- A Visit with Debbie Reynolds (1959)[20]
- The Story of a Dress (1964)[20]
- In the Picture (2012)